# Двубой
„Двубой“ е българска пиеса, написана от Иван Вазов.

## Написване на текста
Иван Вазов написва текста през 1892 г., но нито го публикува, нито предлага пиесата на театър. През 1919 г. го пренаписва, а на следващата година предлага първия вариант на „Двубой“ на Народния театър. Обаче актьорите от трупата, посредничащи чрез професор Иван Шишманов, молят Вазов да оттегли постановката от афиша. Самият Вазов не смята, че собственият му текст е на нивото на останалите пиеси в театъра. 18 години след смъртта му Борис Вазов, неговия брат, издава текста на „Двубой“ за продажба.

## Постановки
За първи път пиесата е поставена през 1963 г. на сцената на Народния театър „Иван Вазов“ Режисьор е Анастас Михайлов и актьорите в постановката са Георги Попов (Тихол Чушкаров), Георги Раданов (Рачо Драгалевски), Иван Стефанов (Цочев), Пенчо Петров (д-р Веселинов), Мила Падарева (Амалия), Марта Попова (Госпожа Трифкович), Магда Колчакова, Кина Тихова (Райна Чавдарова), Петко Карлуковски (Каракалпаков), Софка Атанасова (Демира) и Веселин Симеонов (Евреин).
Пиесата е поставена за втори път през 1980 г. Режисьор е Никола Петков и ролите се изпълняват от Велко Кънев/Георги Мамалев (Тихол Чушкаров), Кирил Кавадарков (Рачо Драгалевски), Любен Желязков (Цочев), Стефан Димитров (д-р Веселинов), Ванча Дойчева (Амалия), Виолета Бахчеванова (Госпожа Трифкович), Милена Атанасова (Райна Чавдарова), Антон Радичев (Каракалпаков), Мария Стефанова (Демира), Ангелина Сарова, Динко Динев (Евреин).
Поставена е за трети път през 1999 г. Режисьор е Николай Ламбрев и участват:
- Тихол Чушкаров – Димитър Рачков
- Рачо Драгалевски – Андрей Баташов
- Цочев – Мариус Донкин
- д-р Веселинов – Николай Костадинов
- Амалия – Аня Пенчева
- Госпожа Трифкович – Ванча Дойчева
- Райна Чавдарова – Биляна Петринска
- Каракалпаков – Николай Урумов
- Демира – Карла Рахал
- Лудият – Йордан Евросиев
- Михал – Мариан Бачев
- Стражари – Кирил Ефремов, Явор Караиванов, Христо Петков, Ончо Алексанян, Мариан Бачев
- Чушкаровите хора – Христо Петков, Явор Караиванов, Яна Трифонова, Ончо Алексанян, Станислав Матев, Надежда Панайотова, Юлиян Балахуров, Ангелина Хаджимитова
- Телохранители на Цочев – Явор Ралинов, Владимир Александров
- Хората на Драгалевски – Петър Димов, Здравко Методиев, Росен Белов, Светлин Иванов, Адриан Филипов, Йордан Чапкънов, Кирил Ефремов
- Другарките от Орфеума – Валерия Кардашевска, Ива Караманчева, Татяна Тотева, Светла Рудева

За четвърти път е поставена на 26 февруари 2021 г. Режисьор е Мариус Куркински и участват:
- Тихол Чушкаров – Пламен Димов[3]
- Рачо Драгалевски – Павел Иванов[3]
- Цочев – Стелиан Радев[3]
- д-р Веселинов – Константин Еленков[3]
- Амалия – Ирина Митева[3]
- Госпожа Трифкович – Албена Колева[3]
- Райна Чавдарова – Радина Боршош[3][5]
- Каракалпаков – Любомир Петкашев[3]
- Демира – Аня Пенчева[3][5]
- Евреин – Стефан Къшев[3]

| Сценография и костюми  | Никола Тороманов     |
| Музика                 | Емилиян Гацов - Елби |
| Драматург              | Светлана Панчева     |
| Асистент-режисьор      | Олга Недялкова       |
| Художник на плаката    | Никола Тороманов     |
| Художник на програмата | Янина Петрова        |
| Фотограф               | Божидар Марков       |